# 1244
1244 (MCCXLIV) fue un año bisiesto comenzado en viernes del calendario juliano.

## Acontecimientos
- 26 de marzo; firma del tratado de Almizra. Según la transcripción latina del mismo que es la siguiente: Data Almiçrano cum ibi haberent colloquium. Septimo kalendas Aprilis anno MCCXL. Quarto, Era MCCLXXX secunda.. Firmado por Jaime I el Conquistador, en representación de la Corona de Aragón y el infante castellano don Alfonso, futuro Alfonso X el Sabio.
- Los musulmanes recuperan el control sobre Jerusalén.
- 16 de marzo; Hoguera de Montsegur. En la mañana del 16 de marzo, una monstruosa y enorme hoguera se elevó a los pies del castillo de Montsegur y unas 210 personas, hombres y mujeres que se negaron a abjurar del catarismo, fueron quemados en ella.

## Fallecimientos
- Leonor de Castilla, reina de Aragón. Reina consorte de Aragón por su matrimonio con el rey Jaime I el Conquistador. Fue hija del rey Alfonso VIII de Castilla y de la reina Leonor de Plantagenet.
- Tumi Sighvatsson yngri, caudillo islandés.